# Natatolana variguberna
Natatolana variguberna är en kräftdjursart som först beskrevs av Holdich, Harrison och Bruce 1981.  Natatolana variguberna ingår i släktet Natatolana och familjen Cirolanidae. Inga underarter finns listade i Catalogue of Life.